# Akira Raijin
Akira Raijin es un luchador profesional japonés de All Japan Pro Wrestling, más conocido por el nombre de Kiyoshi en Total Nonstop Action Wrestling (TNA).

## Carrera

### Japón (1998-2007)
Raijin fue entrenado por Masanobu Kurisu, hizo su debut en 1998, luchando en el circuito independiente. En 2004, empezó a luchar en All Japan. En 2007, dejó Japón para irse a vivir a Canadá, con Scott D'Amore, para ganar experiencia en Norteamérica, donde participó en numerosas promociones independientes, incluyendo una lucha contra el Campeón de peso junior de NWA, Mike Quackenbush, en CHIKARA, lucha que perdió.

### Juggalo Championship Wrestling (2007-2008)
El 12 de agosto de 2007, Raijin apareció en Bloodymania, un evento pago por visión de Juggalo Championship Wrestling. Hizo pareja con Brute Issei, en una lucha de 8 equipos por los Campeonatos en parejas de JCW, convirtiéndose en la quinta pareja eliminada de la lucha.
El 23 de abril de 2008, debutó como Kawabata, manejado por "The Guidance Counselor" Scott D'Amore. Luego de haber ganado una serie de luchas, Kawabata fue unido a un equipo compuesto por D'Amore y Conrad "Lights Out" Kennedy. En el siguiente show Kawabata y Kennedy derrotaron a The Ring Rydas.
En 2008, iba a aparecer en Hallowicked After Party, pero firmó con TNA, semanas antes del evento, y tuvo que cancelar su aparición. El 20 de diciembre, luchó contra el Campeón mundial de JCW, Corporal Robinson, y perdió.

### Total Nonstop Action Wrestling (2008-2011)
El 18 de diciembre de 2008, hizo su debut con el nombre de Kiyoshi, derrotando a Consequences Creed, para avanzar en el torneo por el Campeonato de la División X. El 25 de diciembre, perdió contra Chris Sabin, siendo eliminado del torneo.
El 5 de marzo de 2009, Kiyoshi acompañado por el equipo de No Limit (Yujiro y Naito), fue incapaz de derrotar al campeón de la división X, Alex Shelley, en una lucha por el título. El 14 de marzo, en TNA Xplosion, Kiyoshi, derrotó a Shark Boy. El 26 de marzo, luchó contra el campeón de la división X Suicide, pero perdió. Kiyoshi y No Limit se unieron con Sheik Abdul Bashir, para formar un grupo antiamericano.
Luego de que No Limit dejará la compañía, el dúo de Kyioshi y Bashir se unieron a The British Invasion de Doug Williams, Brutus Magnus y Rob Terry y también con Eric Young formandoel grupo llamado World Elite. Cada miembro del equipo representaba un país Williams, Magnus y Terry representaban Inglaterra, Bashir Irán, Young Canadá, Kiyoshi Japón y Homicide, que se unió al grupo después, a Puerto Rico. The World Elite se separó a principios de 2010.
Raijin regresó el 14 de junio, interpretando a Suicide y perdiendo ante Magnus. Después de varios meses sin apenas luchar, hzio su regreso el 8 de octubre en Xplosion, luchando junto a Okada, derrotando a Ink Inc. (Shannon Moore & Jesse Neal). Finalmente, fue despedido el 15 de marzo de 2011.

## En lucha
- Movimientos finales
  - Moonsault[2][14][15]
  - Running reverse STO[16]
  - Lightning Flash[3] (Thrown death valley driver)[2][14]
  - Raijin Buster (Sitout powerslam)[2][14]
  - Crossface[5]
  - Diving headbutt drop[5][17]

- Movimientos de firma
  - Asian mist[18]
  - Inverted stomp facebreaker[19]
  - Mongolian chop,[20]
  - Sliding clothesline[19]
  - Straight jacket neckbreaker[15]
  - Hammerlock DDT
  - Inverted stomp facebreaker
  - Overhead belly to belly suplex
  - Running shoulder block[2][1]
  - Sliding clothesline
  - Straight jacket neckbreaker
  - Kurt Cobain (Inverted stomp facebreaker)[21]
  - Overhead belly to belly suplex[5]
  - Standing or a running STO[5]
- Apodos
  - The Japanese Lightning
- Mánagers
  - Scott D'Amore[5]

## Campeonatos y logros
- All Japan Pro Wrestling
  - AJPW Gaora TV Championship (1 vez, actual)

- Championship International Wrestling
  - CIW United States Heavyweight Championship (1 vez)[22]

- Pro Wrestling Illustrated
  - Situado en el Nº151 en los PWI 500 de 2009[23]
  - Situado en el Nº184 en los PWI 500 de 2010[24]